# Bermejo (Stadt)
Bermejo ist eine Mittelstadt im Departamento Tarija im südlichen Teil des südamerikanischen Anden-Staates Bolivien.

## Lage im Nahraum
Bermejo ist zentraler Ort des Municipios Bermejo und größte Stadt der Provinz Aniceto Arce. Sie liegt an der Grenze zu Argentinien am rechten Ufer des Río Bermejo auf einer Höhe von 419 m.

## Geographie
Bermejo liegt am Südostrand der bolivianischen Anden-Kette im Übergang zum Gran Chaco, der sich über Nordwest-Paraguay, Nordost-Argentinien und Südost-Bolivien erstreckt. Das Klima ist subtropisch mit heißem feuchten Sommer und mäßig warmem und trockenen Winter.
Die Jahresdurchschnittstemperatur liegt bei 21 °C, die durchschnittlichen Monatswerte schwanken zwischen 14 °C im Juni und Juli und 26 °C im Dezember und Januar (siehe Klimadiagramm Bermejo). Der Jahresniederschlag beträgt etwa 950 mm, bei einer sechsmonatigen Trockenzeit von Mai bis Oktober und einer Feuchtezeit von Dezember bis März mit mehr als 150 mm monatlichem Niederschlag.

## Bevölkerung
Die Einwohnerzahl der Stadt Bermejo ist in den vergangenen 35 Jahren auf fast das Dreifache angestiegen:
| Jahr | Einwohner | Quelle       |
| ---- | --------- | ------------ |
| 1976 | 13.022    | Volkszählung |
| 1992 | 21.394    | Volkszählung |
| 2001 | 26.059    | Volkszählung |
| 2012 | 29.459    | Volkszählung |
| 2024 |           | Volkszählung |

## Verkehrsnetz
Bermejo liegt in einer Entfernung von 210 Straßenkilometern südöstlich von Tarija, der Hauptstadt des Departamentos.
Von Bermejo aus nach Nordwesten führt die asphaltierte Nationalstraße Ruta 1 über Padcaya und Valle de Concepción nach Tarija. Die Ruta 1 durchquert von dort aus weiter in nördlicher Richtung den gesamten bolivianischen Altiplano und führt über die Großstädte Potosí, Oruro und El Alto nach Desaguadero an der peruanischen Grenze.
Bermejo ist außerdem nach Nordosten über die Ruta 33 nach Caraparí und das dortige Teilstück der Ruta 29 nach Campo Pajoso mit der Tiefland-Magistrale Ruta 9 verbunden, die von Yacuiba im Süden über die Metropole Santa Cruz ganz nach Norden nach Guayaramerín im Beni-Tiefland an der brasilianischen Grenze führt.
Nach Süden ist Bermejo auf argentinischer Seite über die Ruta Nacional 50 mit den nordargentinischen Städten Aguas Blancas und Pichanal verbunden.